# Elonus nebulosus
Elonus nebulosus är en skalbaggsart som först beskrevs av Leconte 1875.  Elonus nebulosus ingår i släktet Elonus och familjen ögonbaggar. Inga underarter finns listade i Catalogue of Life.